# Kampfgericht (Handball)

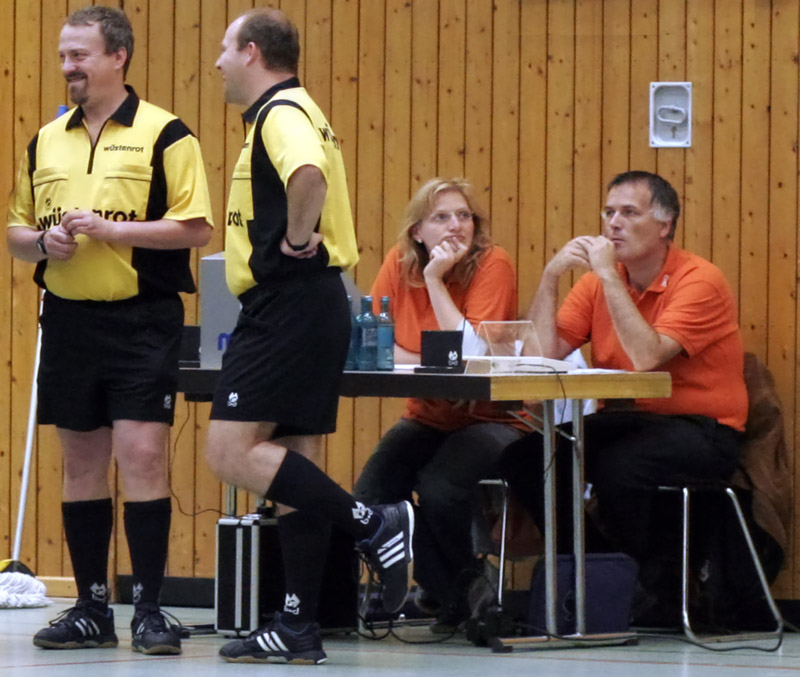
Die beiden Schiedsrichter (in Gelb) bilden zusammen mit dem Kampfgericht (in Orange) üblicherweise die Offiziellen bei einem Handballspiel

Das Kampfgericht beim Handballspiel besteht aus Zeitnehmer und Sekretär. Sie unterstützen die beiden Schiedsrichter bei der Spielleitung. Das Kampfgericht ist für die ordnungsgemäße Durchführung des Spiels verantwortlich und übernimmt spezifische Aufgaben, die im offiziellen Regelwerk festgelegt sind. Die englische Bezeichnung des Zeitnehmers lautet time keeper und die des Sekretärs lautet score keeper. Sofern es ein Spiel erfordert oder bei Wettbewerben auf nationaler und internationaler Ebene gehören ein oder mehrere Technische Delegierte ebenfalls zum Kampfgericht.

## Aufgaben des Zeitnehmers
Der Zeitnehmer trägt die Hauptverantwortung für die Spielzeit, das Time-out und die Hinausstellungszeit hinausgestellter Spieler. Er überwacht die gesamte Spielzeit und sorgt dafür, dass die Spieluhr korrekt läuft. Bei Unterbrechungen, wie Time-outs oder Hinausstellungen, ist es seine Aufgabe, die Zeit entsprechend anzuhalten und wieder zu starten. Sollte keine öffentliche Zeitmessanlage vorhanden sein, informiert der Zeitnehmer die Mannschaftsverantwortlichen über die gespielte oder noch verbleibende Zeit, insbesondere nach einem Time-out. Der Zeitnehmer übernimmt auch die Verantwortung für das Auslösen des Schlusssignals zur Halbzeit und zum Spielende. Falls die Zeitmessanlage nicht für die Anzeige von Hinausstellungszeiten eingerichtet ist, platziert der Zeitnehmer Karten auf dem Zeitnehmertisch, auf denen die Zeit des Wiedereintritts und die Nummer des hinausgestellten Spielers vermerkt sind.

## Aufgaben des Sekretärs
Der Sekretär ist hauptsächlich für die Verwaltung der Spielerlisten und das Spielprotokoll zuständig. Er überwacht das Eintreten von Spielern, die nach Spielbeginn ankommen, und stellt sicher, dass keine nicht teilnahmeberechtigten Spieler am Spiel teilnehmen. Der Sekretär führt das offizielle Spielprotokoll und dokumentiert alle relevanten Ereignisse während des Spiels, einschließlich Toren, Strafen und Auszeiten.

## Gemeinsame Aufgaben des Kampfgerichts
Beide, Zeitnehmer und Sekretär, teilen sich einige gemeinsame Verantwortungen. Dazu gehört die Kontrolle der Anzahl der Spieler und Mannschaftsoffiziellen im Auswechselraum sowie das Aus- und Eintreten von Auswechselspielern. Sie sind auch für das Zählen der Anzahl der Angriffe nach der Versorgung eines Spielers auf der Spielfläche zuständig, wobei diese Entscheidung als Tatsachenfeststellung gilt. Generell sollte der Zeitnehmer alle notwendigen Spielunterbrechungen vornehmen.
Bei Wechselfehlern muss der Zeitnehmer das Spiel sofort unterbrechen und die Schiedsrichter auf den Regelverstoß hinweisen. Bei unsportlichem Verhalten im Auswechselraum oder bei anderen Gründen soll der Zeitnehmer die nächste Spielunterbrechung abwarten und dann die Schiedsrichter informieren. Der Zeitnehmer ist jedoch nicht befugt, eine persönliche Strafe gegen einen Spieler oder Mannschaftsoffiziellen auszusprechen. Das Kampfgericht kann in diesem Fall nur auf die Unsportlichkeit hinweisen. Haben die Schiedsrichter die Regelwidrigkeit nicht selbst auch wahrgenommen, können sie in diesem Fall lediglich eine Ermahnung aussprechen und einen nachträglichen Bericht verfassen.

## Aufgaben von Technischen Delegierten
Im offiziellen Regeltext wird die Rolle eines (Technischen) Delegierten zwar gesondert erwähnt, aber nicht weiter ausgeführt. 
Die IHF-Richtlinien schreiben für internationale Wettbewerbe den Einsatz von einem Offiziellen und zwei Technischen Delegierten vor. Ersterer trägt die Gesamtverantwortung für eine ordnungsgemäße Durchführung des Spiels und unterstützt die beiden Delegierten. Diese wiederum unterstützen die jeweiligen Zeitnehmer und Sekretäre am Kampfgericht.
Ähnliche Aufgaben sieht auch die DHB-Spielordnung für einen Technischen Delegierten vor. Der Delegierte soll sicherstellen, dass das Spiel regelkonform abläuft, möglichst Situationen vermeiden, die zu einem offiziellen Einspruch führen könnten und die Schiedsrichter bei der Erfüllung ihrer Aufgaben unterstützen. Insofern ist die Aufgabe eines Delegierten grob vergleichbar mit dem eines Vierten Offiziellen beim Fußball, allerdings mit der Ausnahme, dass der Delegierte keinen Schiedsrichter bei einem Ausfall ersetzen darf. Die Verantwortung auf der Spielfläche tragen weiterhin allein die Schiedsrichter; in diesem Sinne ist der Delegierte ausdrücklich auch kein Oberschiedsrichter. Der Delegierte nimmt jedoch an allen Besprechungen der Schiedsrichter und des Kampfgerichts teil.
Während des Spiels sitzen Delegierte am Kampfgerichtstisch, um die Auswechselräume zu überblicken und bei Bedarf einzugreifen.
Technische Delegierte können bei Bedarf das Spiel unterbrechen und die Schiedsrichter auf Fehler, die nicht in den Bereich der Tatsachenfeststellung fallen und zu einem Einspruch führen könnten, aufmerksam machen. Delegierte können die Schiedsrichter zudem veranlassen, progressive Strafen gegen Mannschaftsoffizielle und Spieler im Auswechselraum auszusprechen, wenn diese sich nicht regelkonform verhalten. Die Schiedsrichter sind dann – anders als beim Zeitnehmer – auch verpflichtet, persönliche Strafen gemäß Weisung der Delegierten auszusprechen.
Nach dem Spiel kontrollieren Delegierte das Spielprotokoll, um sicherzustellen, dass alle Eintragungen ordnungsgemäß vorgenommen wurden.